# Euxena crypsichroma
Euxena crypsichroma är en fjärilsart som beskrevs av W. Warren 1896. Euxena crypsichroma ingår i släktet Euxena och familjen mätare. Inga underarter finns listade i Catalogue of Life.